# Madecathymia cadoreli
Madecathymia cadoreli là một loài bướm đêm trong họ Noctuidae.